# Consell departamental de l'Alta Savoia
El Consell departamental de l'Alta Savoia és l'assemblea deliberant executiva del departament francès de l'Alta Savoia, a la regió d'Alvèrnia-Roine-Alps.
La seu es troba a Annecy i des de 2008 el president és Christian Monteil (Divers droite).

## Composició
El abril de 2015 el Consell departamental era constituït per 34 elegits pels 17 cantons de l'Alta Savoia.
| Partit          | Sigles | Electes |
| --------------- | ------ | ------- |
| Divers droite   | DVD    | 15      |
| Els Republicans | DVG    | 14      |
| Els Centristes  | LC     | 5       |